# Remo nos Jogos Pan-Americanos de 2019 - Skiff quádruplo feminino
A competição do skiff quádruplo feminino foi um dos eventos do remo nos Jogos Pan-Americanos de 2019. Foi disputada no Albufera Medio Mundo em Huacho nos dias 7 e 10 de agosto.

## Calendário
Horário local (UTC-5).
| Data         | Horário | Fase          |
| ------------ | ------- | ------------- |
| 7 de agosto  | 10:10   | Eliminatórias |
| 10 de agosto | 10:00   | Final         |

## Medalhistas
|  | CHI Chile                                                    |  | CUB Cuba                                                     |  | USA Estados Unidos                                          |
|  | Isidora Niemeyer Soraya Jadue Melita Abraham Antonia Abraham |  | Rayma Ortíz Aimee Hernández Yariulvis Cobas Marelis González |  | Keara Twist Solveig Imsdahl Julia Lonchar Margareth Fellows |

## Resultados

### Eliminatórias
| Pos. | Remador                                                      | Nacionalidade      | Tempo   | Notas |
| ---- | ------------------------------------------------------------ | ------------------ | ------- | ----- |
| 1    | Isidora Niemeyer Soraya Jadue Melita Abraham Antonia Abraham | CHI Chile          | 6:43.73 | F     |
| 2    | Rayma Ortíz Aimee Hernández Yariulvis Cobas Marelis González | CUB Cuba           | 6:48.57 | F     |
| 3    | Yanka Vieira Milena Viana Dayane Pacheco Luana de Azevedo    | BRA Brasil         | 6:51.43 | F     |
| 4    | Keara Twist Solveig Imsdahl Julia Lonchar Margareth Fellows  | USA Estados Unidos | 6:54.55 | F     |
| 5    | Sonia Baluzzo Milagros Porta Evelyn Silvestro Oriana Ruiz    | ARG Argentina      | 7:38.30 | F     |
| 6    | Valeria Palacios Alessia Palacios Camila Valle Pamela Noya   | PER Peru           | 8:02.90 | F     |

### Final
| Pos.              | Remador                                                      | Nacionalidade      | Tempo   | Notas |
| ----------------- | ------------------------------------------------------------ | ------------------ | ------- | ----- |
| Medalha de ouro   | Isidora Niemeyer Soraya Jadue Melita Abraham Antonia Abraham | CHI Chile          | 6:30.43 |       |
| Medalha de prata  | Rayma Ortíz Aimee Hernández Yariulvis Cobas Marelis González | CUB Cuba           | 6:34.01 |       |
| Medalha de bronze | Keara Twist Solveig Imsdahl Julia Lonchar Margareth Fellows  | USA Estados Unidos | 6:36.11 |       |
| 4                 | Sonia Baluzzo Milagros Porta Evelyn Silvestro Oriana Ruiz    | ARG Argentina      | 6:43.39 |       |
| 5                 | Yanka Vieira Milena Viana Dayane Pacheco Luana de Azevedo    | BRA Brasil         | 6:45.01 |       |
| 6                 | Valeria Palacios Alessia Palacios Camila Valle Pamela Noya   | PER Peru           | 6:49.45 |       |